# Мерц фон Квирнхайм, Альбрехт
риттер Альбрехт Мерц фон Квирнхайм (нем. Albrecht Ritter Mertz von Quirnheim, 25 марта 1905, Мюнхен — 21 июля 1944, Берлин) — полковник германской армии. Активный участник выступления военных против Адольфа Гитлера 20 июля 1944.

## Семья и образование
Родился в дворянской семье, происходившей из Южной Германии («риттер» — рыцарь — баварский дворянский титул). Его отец, Герман риттер Мерц фон Квирнхайм, был генерал-лейтенантом, доктором honoris causa, после окончания Первой мировой войны возглавил Имперский архив в Потсдаме, где с этого времени воспитывался и молодой Альбрехт, получивший образование в гимназии Виктории. С юности он был знаком с братьями фон Хафтен — Вернером и Гансом Берндом — отец которых также работал в Имперском архиве (позднее они все вместе участвовали в заговоре против Гитлера).

## Офицер
С января 1923 года служил в 19-м пехотном полку рейхсвера в Ландсхуте. Был произведён в офицеры. Будучи молодым военным, симпатизировал национал-социализму, видя в нём шанс на преодоление социально-политического кризиса последних лет существования Веймарской республики. После прихода к власти нацистов в 1933 году оставался на военной службе и был прикомандирован на некоторое время к отрядам СА (штурмовиков). В 1938 году окончил Военную академию, где учился на одном курсе с Клаусом фон Штауффенбергом. Во время Второй мировой войны служил в Генеральном штабе, был назначен начальником штаба 29-го армейского корпуса, с 1943 года — полковник.

Его родственник (муж сестры) генерал-майор Отто Корфес вспоминал: 

Духовно высокоодарённый и обладавший прекрасными чертами характера, он не посрамил имя родителей своей короткой жизнью и своей смертью. Воинские склонности сочетались в нём с серьёзной любовью к науке, особенно, как и у его отца, к истории… Его первоначальное увлечение национал-социализмом быстро уступило место разочарованию, лишь только он распознал пустоту и неискренность, глубокое противоречие между словом и делом. Решение напасть на Россию глубоко потрясло его, а ход войны лишил последней веры; зверства, чинимые там, породили в сердце его ненависть к тем, кто позорил имя немца.

## Участник антинацистского движения
Присоединился к военному заговору против Гитлера, участвовал в подготовке плана покушения на фюрера. В июле 1944 года сменил Штауффенберга на посту начальника штаба Общевойскового управления Верховного командования сухопутных войск. 20 июля 1944 года, после покушения Штауффенберга на Гитлера, был один из активных участников антинацистского выступления военных. Участвовал в аресте отказавшегося поддержать заговорщиков командующего армией резерва генерала Фридриха Фромма. Поставил свою подпись под телеграммой заговорщиков о введении в действие плана «Валькирия», означавшего переход власти в руки военных, направленной командующим военными округами.
После подавления заговора поздним вечером 20 июля был арестован лояльными Гитлеру офицерами вместе с другими его лидерами и активными деятелями. По приказу генерала Фромма расстрелян вместе с Ольбрихтом, Штауффенбергом и Вернером фон Хафтеном. Их тела были захоронены на кладбище при церкви Святого Матвея в берлинском районе Шёнеберг. Спустя некоторое время по приказу Гитлера останки были эксгумированы, сожжены и развеяны по ветру.

## Награды
- Железный крест 2-го и 1-го класса (Третий рейх)[1]
- Немецкий крест в золоте (16 ноября 1943, Третий рейх)[1]

## Киновоплощения
- В советской киноэпопее «Освобождение» (1968—1972) роль фон Квирнхайма сыграл актёр Пауль Берндт
- В немецком фильме «Штауффенберг» роль фон Квирнхайма сыграл актер Давид К. Буннерс.
- В американском фильме «Операция „Валькирия“» роль фон Квирнхайма сыграл актёр Кристиан Беркель.